# Крогулец
Крогулец (укр. Крогулець) — село в Васильковецкой сельской общине Чортковского района Тернопольской области Украины.
До 2020 года входило в Гусятинский район.
Код КОАТУУ — 6121683601. Население по переписи 2001 года составляло 869 человек.

## Географическое положение
Село Крогулец находится в 1-м км от левого берега реки Ничлава, ниже по течению на расстоянии в 2,5 км расположено село Коцюбинцы, на противоположном берегу — село Чагары. Через село проходят автомобильная дорога Т-2011 и
железная дорога, станция Кругулец.

## История
- 1578 год — дата строительства церкви Святой Параскевы-Пятницы с колокольней. Храм сохранился до наших дней.
- 1583 год — дата основания.

## Объекты социальной сферы
- Школа I—II ст.
- Дом культуры.
- Фельдшерско-акушерский пункт.

## Достопримечательности
- Братская могила советских воинов.